# Раунская волость
Ра́унская волость (латыш. Raunas pagasts) — одна из двух территориальных единиц Раунского края Латвии. Граничит с Веселавской, Приекульской, Лиепской и Марсненской волостями Приекульского края, Бломской, Брантской и Лаункалнской волостями Смилтенского края, а также с Дзербенской волостью Вецпиебалгского края. Обе волости, составляющие Раунский край, не имеют общей границы.
Крупнейшими населёнными пунктами волости являются сёла: Рауна (волостной и краевой центр), Розес, Цимза, Бормани, Марийкалнс, Виеки, Киегельцеплис, Каулини, Мури, Стуки, Гайки, Ли́са.
Через Раунскую волость проходит одна из главных латвийских автодорог A2 Рига — Сигулда — Вецлайцене, являющейся частью европейского маршрута E 77. Южнее Рауны она пересекается с региональными автодорогами P29 Рауна — Друсты — Яунпиебалга и P28 Приекули — Рауна.
По территории волости протекают реки: Ли́са, Каменьупите, Рауна, Арупите, Цимзиня, Клампупе, Лубужупите, Личупе. Из значимых водоёмов — озёра: Лубузис и Слутайсис, пруды: Скайстлауку, Леясмуйжниеку, Аугшмуйжниеку, Другу, Капиню и Кулбасу.

## История
В 1935 году площадь Раунской волости Цесисского уезда составляла 210,9 км².
В 1945 году в Раунской волости были созданы Раунский и Межолский сельские советы. После отмены в 1949 году волостного деления Друкстский сельсовет входил в состав Цесисского района.
В 1951 году к Раунскому сельсовету была присоединена территория ликвидированного Байжкалнского сельского совета, в 1954 году — Межолского сельсовета и в 1975 году — Гатартского сельсовета. В 1968 году произошёл обмен территориями между Раунским и Дзербенским сельскими советами, колхозы «Сарканайс октобрис» Раунского сельсовета и «Дзербене» Дзербенского сельсовета были включены в новые административные границы.
В 1990 году Раунский сельсовет был реорганизован в волость. В 2009 году, по окончании латвийской административно-территориальной реформы, Раунская волость вошла в состав Раунского края.

## Известные люди
- Петерис Шмитс (1869—1938) — российский и латвийский маньчжуровед, синолог, лингвист, этнограф.